# لادیسلاو جیراسک
لادیسلاو جیراسک (چکی: Ladislav Jirásek; ۲۴ ژوئن ۱۹۲۷ – ۳۱ ژوئیهٔ ۱۹۷۷) بازیکن فوتبال اهل آلمان بود که به عنوان دروازه‌بان بازی می‌کرد.
از باشگاه‌هایی که در آن بازی کرده‌است می‌توان به باشگاه فوتبال بایرن مونیخ و باشگاه فوتبال اشتوتگارت اشاره کرد.
وی همچنین در تیم ملی فوتبال زارلند بازی کرده‌است.